# Křížová cesta (Suchý Důl)
Křížová cesta v Suchém Dole se nachází u obce Suchý Důl v Ticháčkově lese (U Zjevení) přibližně 1,5 kilometrů východně od centra Police nad Metují v Kladském pomezí. Na konci 19. století se jednalo o významné mariánské poutní místo. 

## Historie
V roce 1893 bylo započato se stavbou křížové cesty kolem lesa a růžencových schodů z kamene. Cestu tvoří čtrnáct zastavení v podobě kapliček osazených litinovými reliéfy s propracovanými detaily a natřenými nahnědo.
Křížová cesta končí poblíž Ticháčkovy kaple Panny Marie Růžencové, znovuvybudované v letech 2011–2012. Stavba této kaple byla z převážné části financována z výtěžku veřejné sbírky, po požáru kaple původní v roce 2010 (v podobě z roku 1897 s původním zvonem a uvnitř novou sochou Panny Marie s růžencem). Znovu posvěcena byla dne 8. července 2012 panem kardinálem Dominikem Dukou, za účasti věřících, zástupců státní správy a široké veřejnosti. Původní zelená kaplička byla postavena již roku 1897 z darů poutníků na místě zjevení Panny Marie v letech 1892–1895, které údajně měla tehdy čtrnáctiletá Kristina Ringlová.První zjevení se tam odehrálo na sv. Vavřince 10. srpna roku 1892.

### Zajímavosti

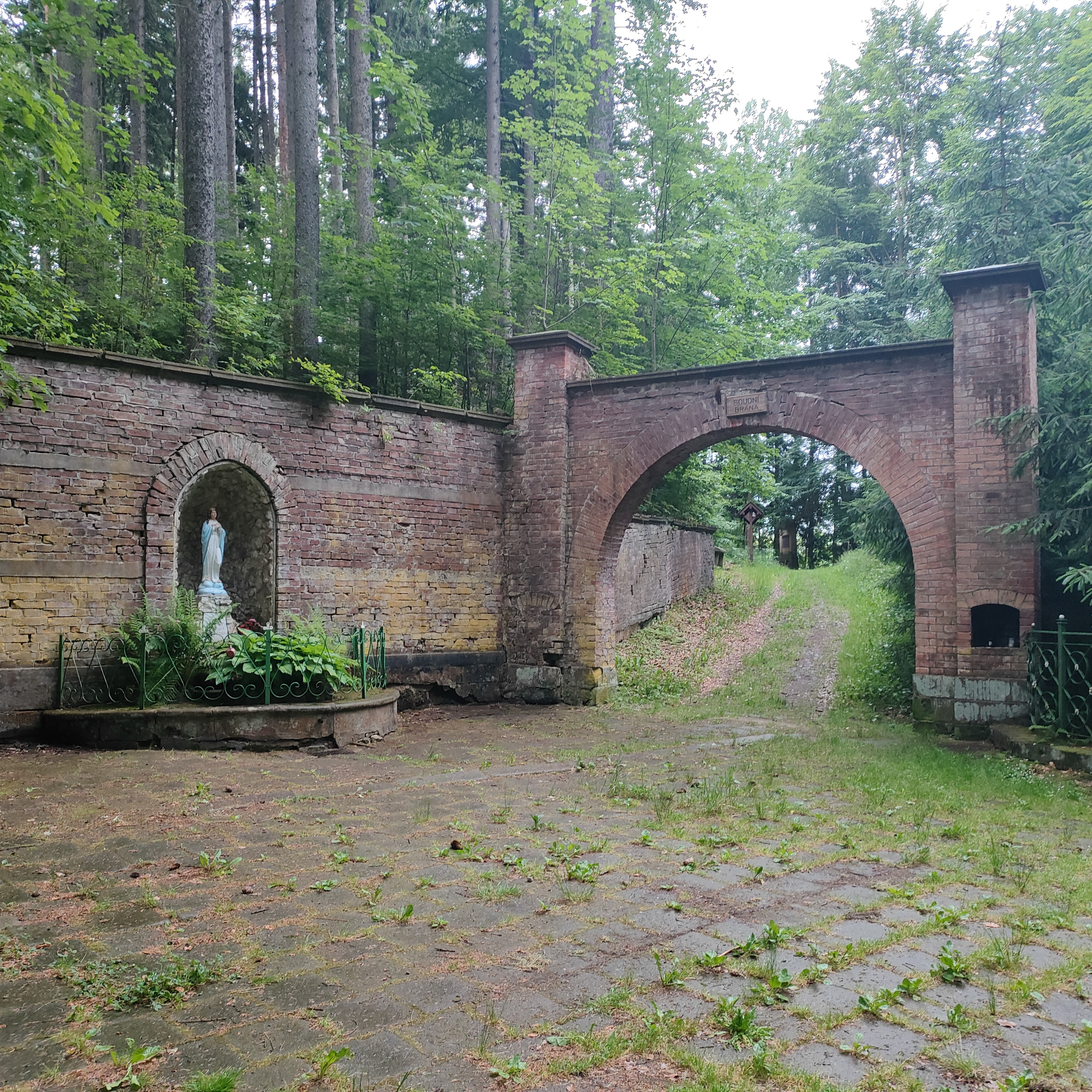
Počátek křížové cesty se Soudní branou

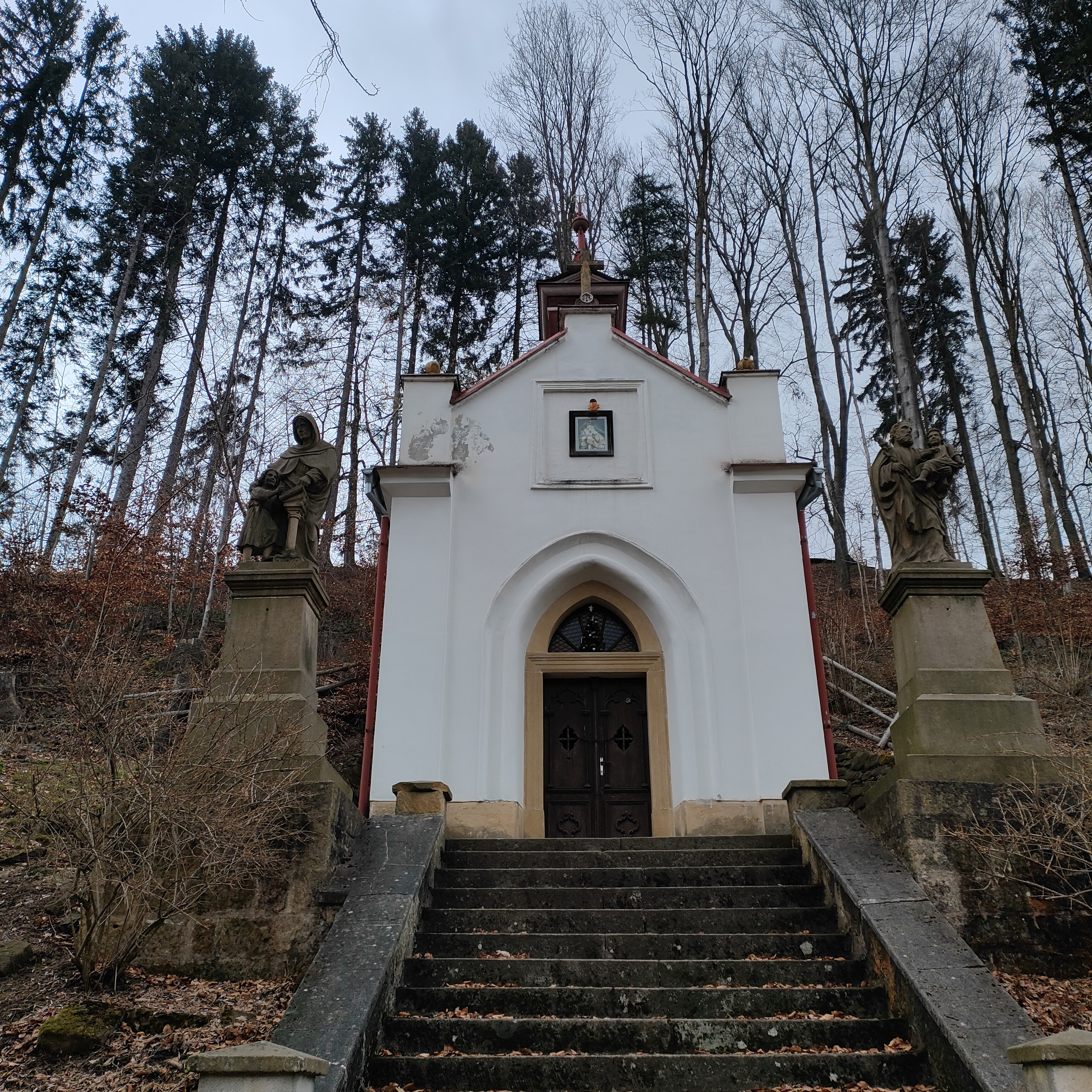
Kaple Panny Marie Lurdské v Suchém Dole

Stejné litinové reliéfy se nacházejí v Rokoli, kde jsou reliéfy natřené bíle a svatozáře na nich zlatě, a ve Studánce, kde mají namodralé pozadí a postavy barvy bronzové.
Kaple je vzdálena 333 m od Kaple Panny Marie Lurdské.

## Galerie

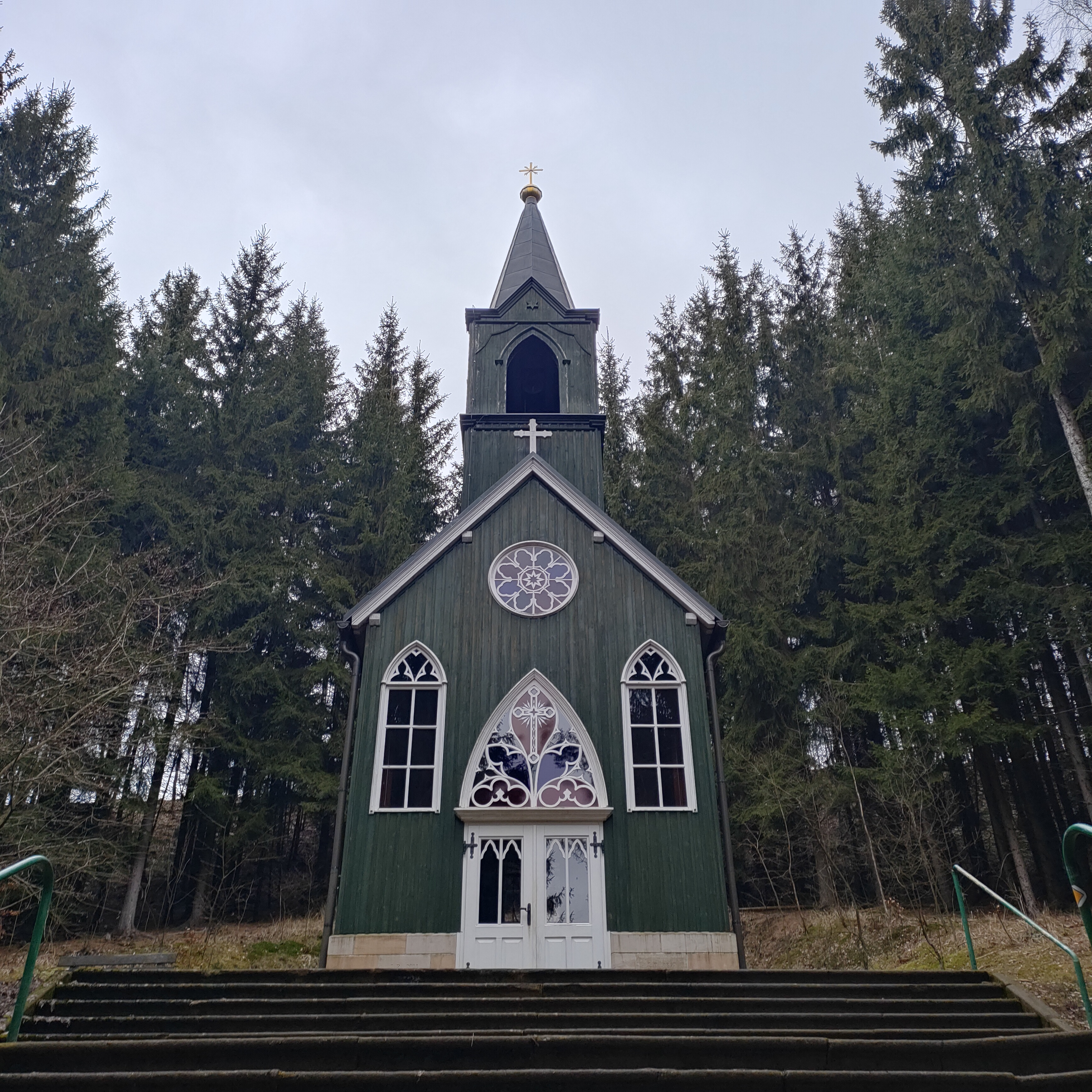
Ticháčkova (Zelená) kaple v Suchém Dole U Zjevení

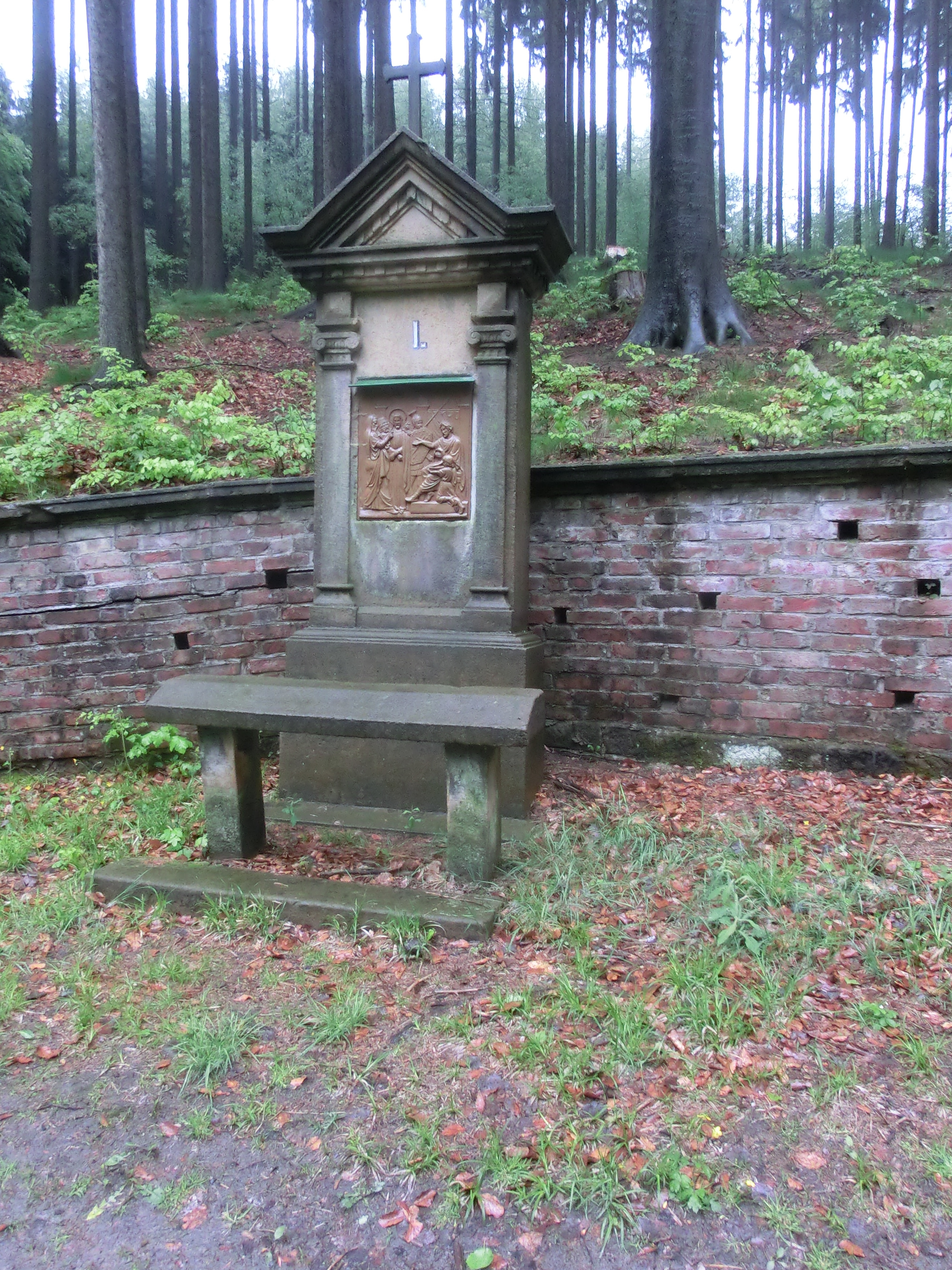
I.
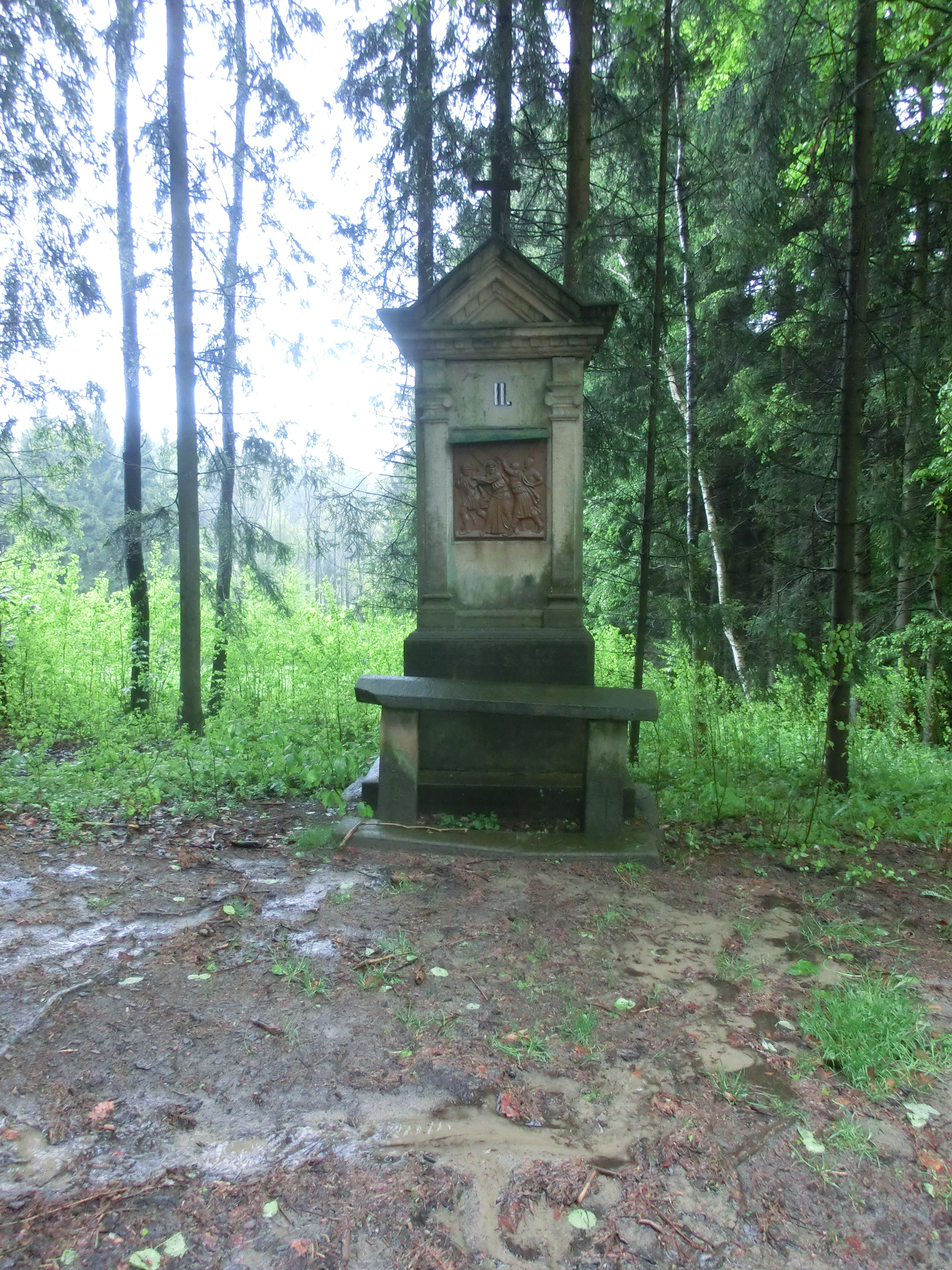
II.
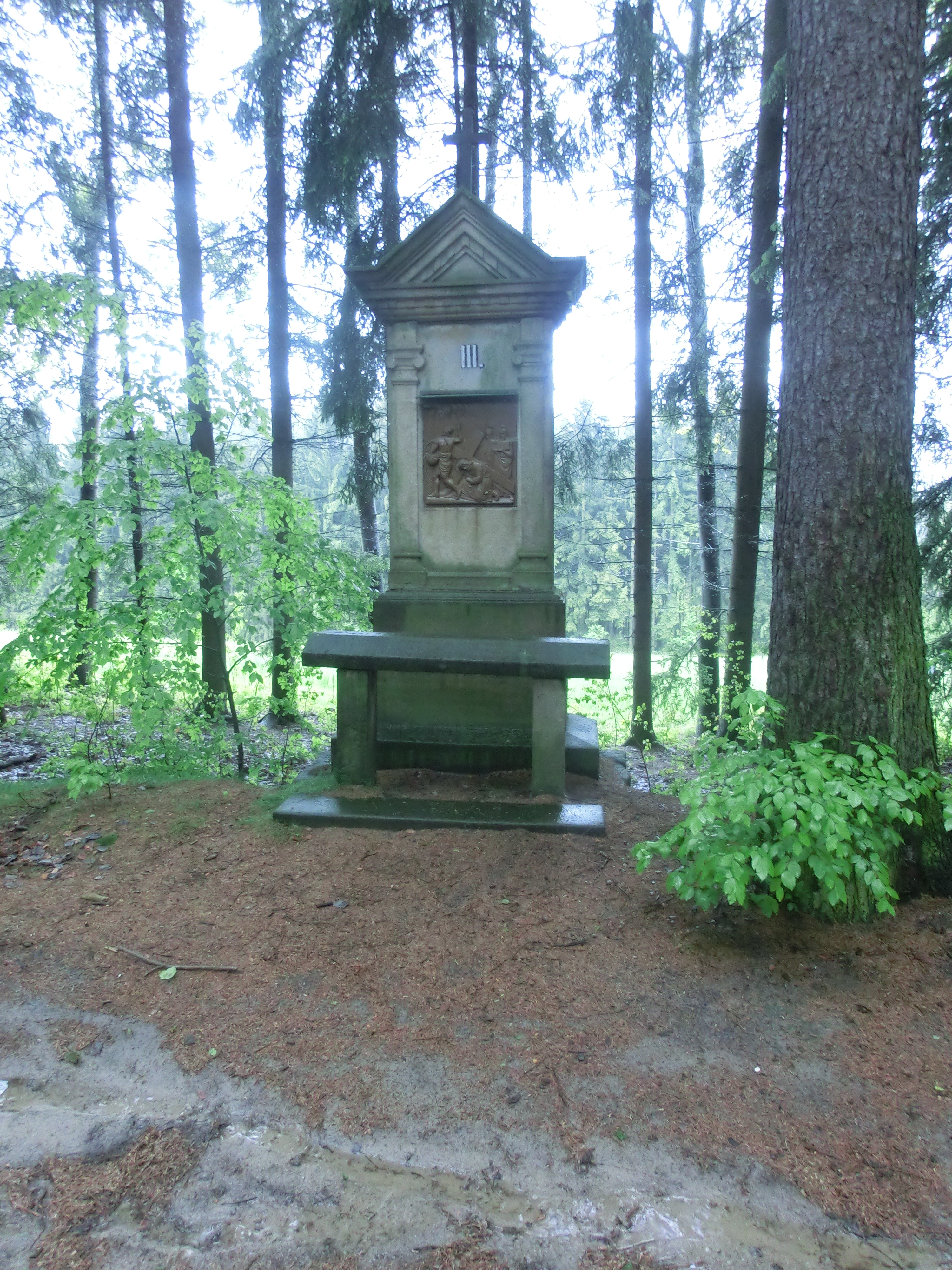
III.
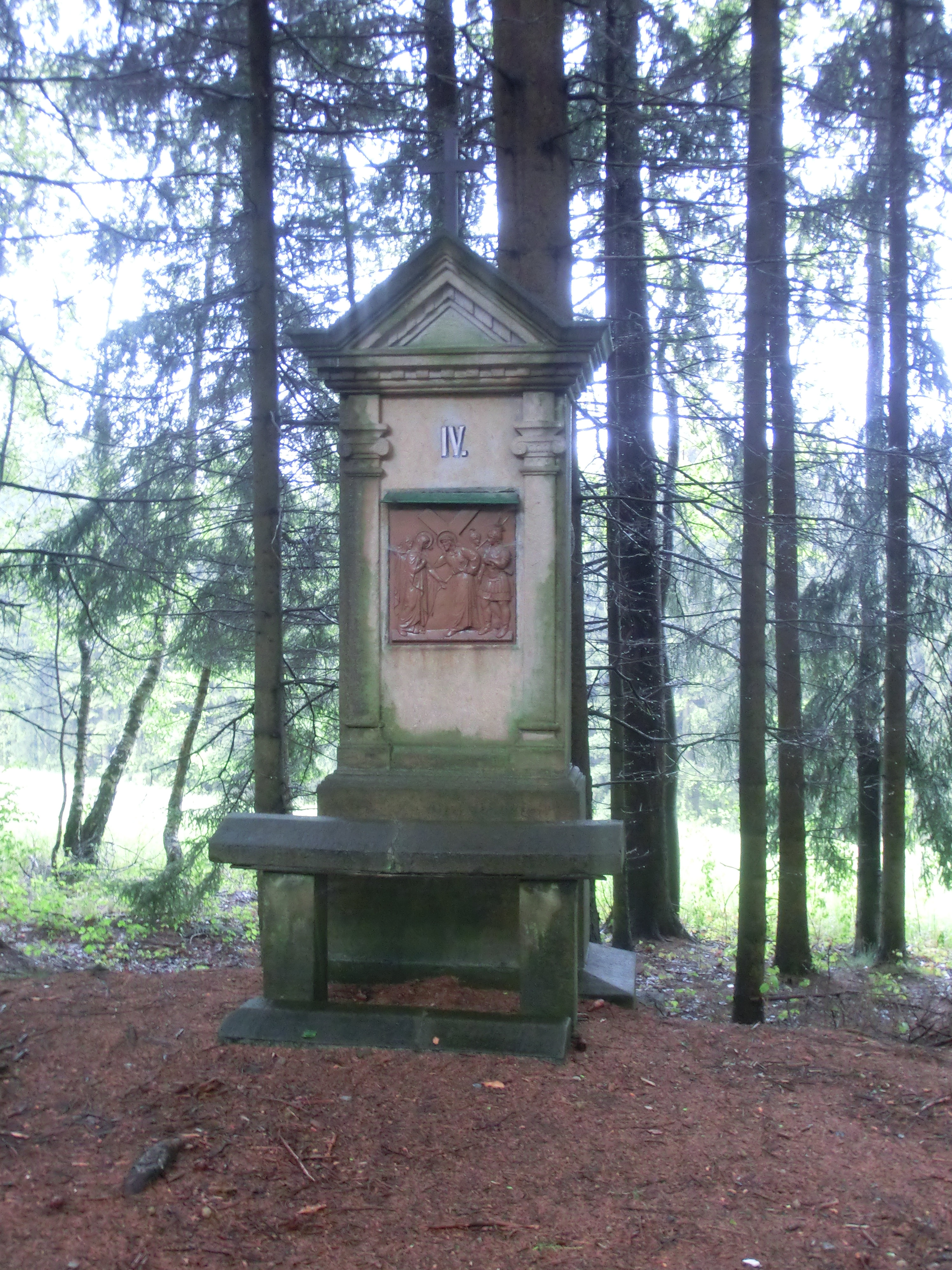
IV.
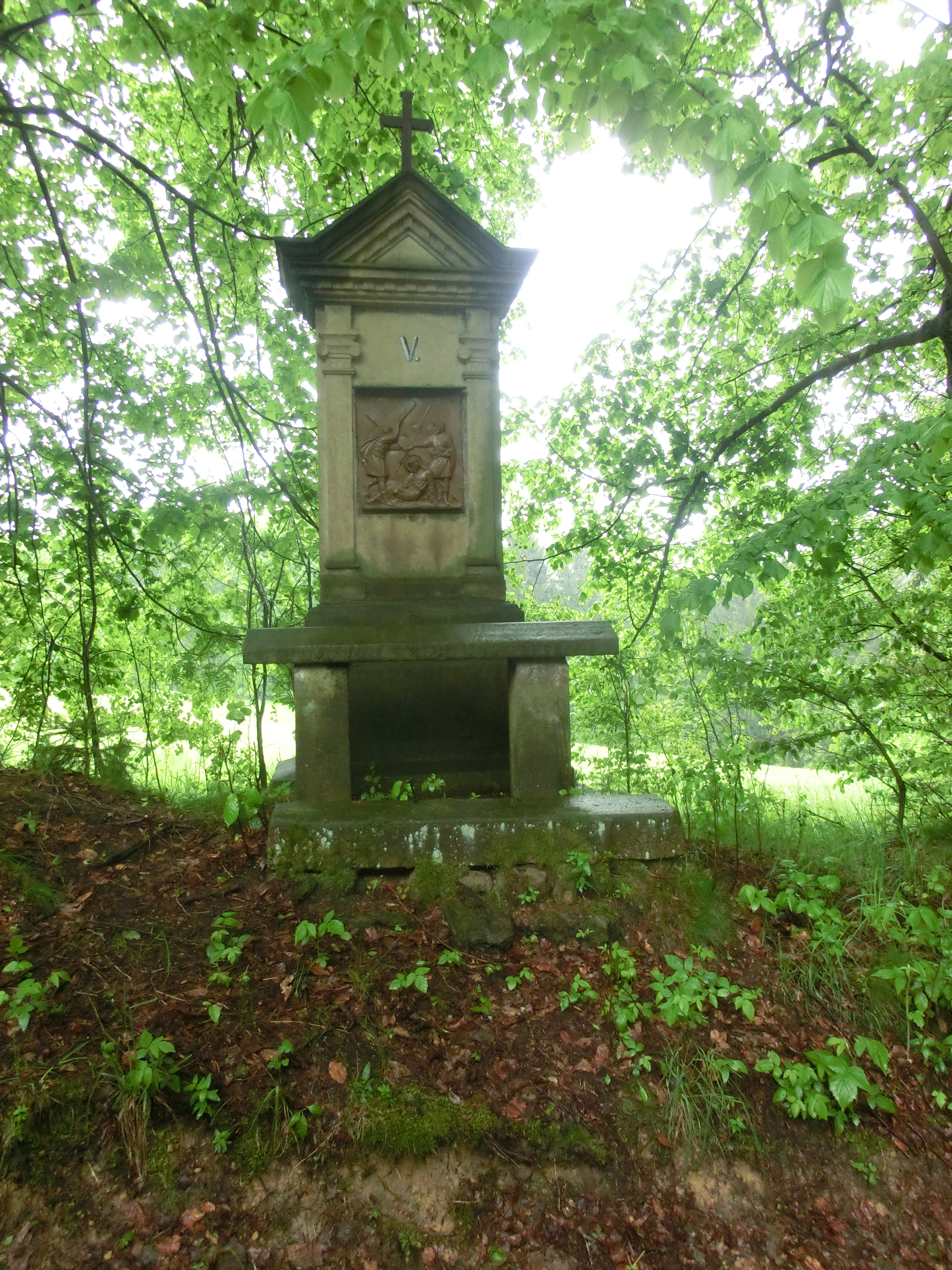
V.
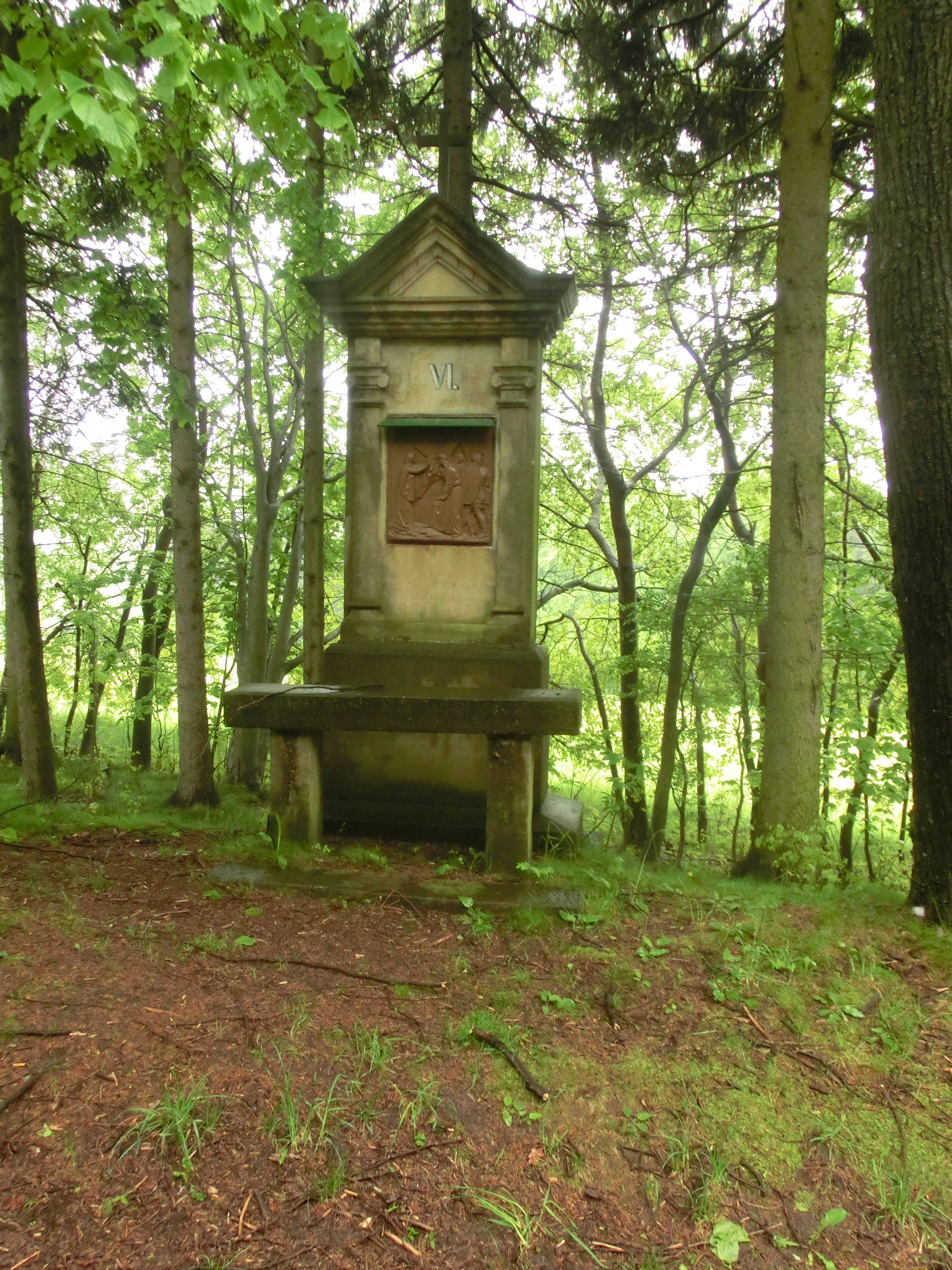
VI.
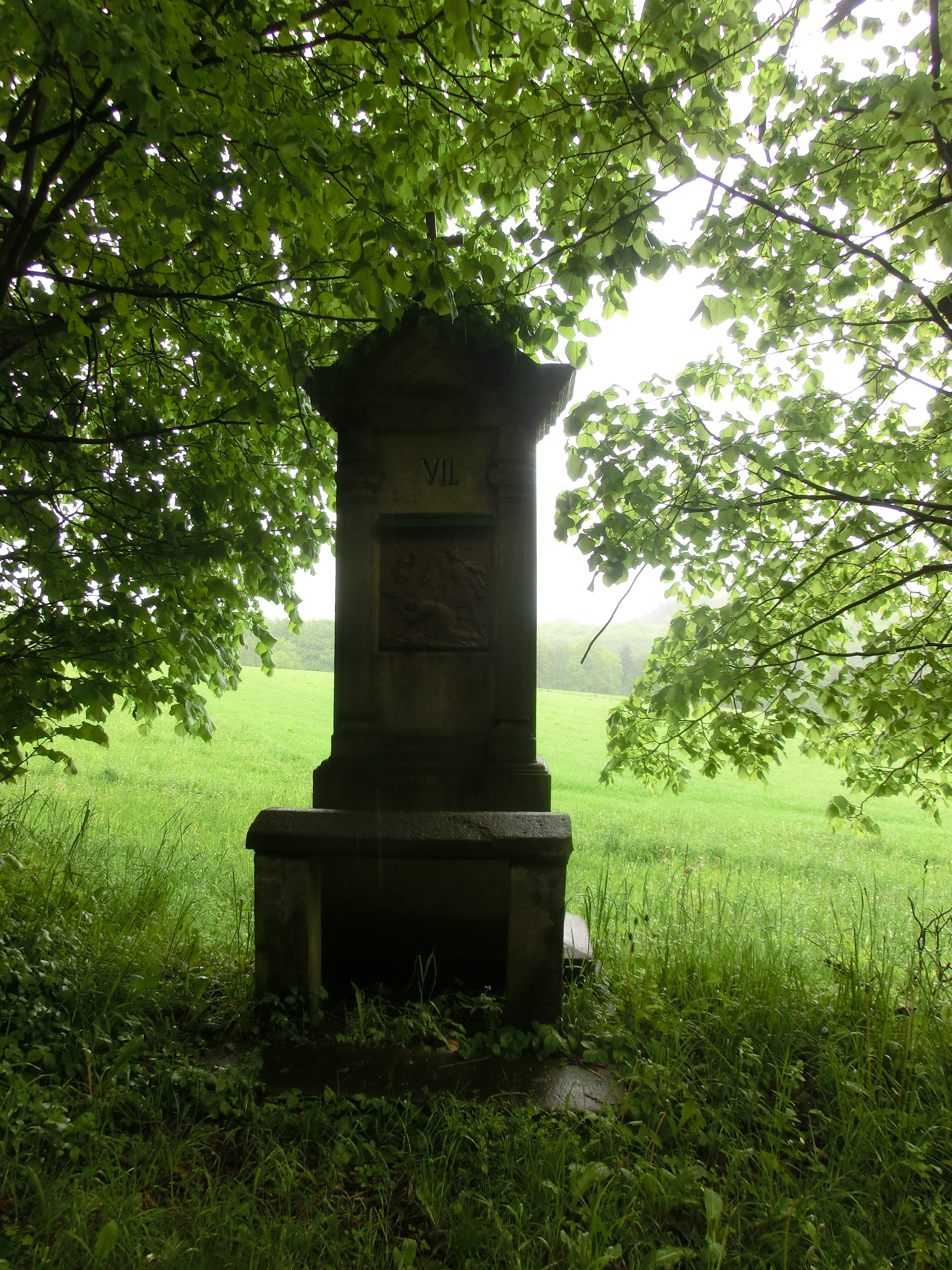
VII.
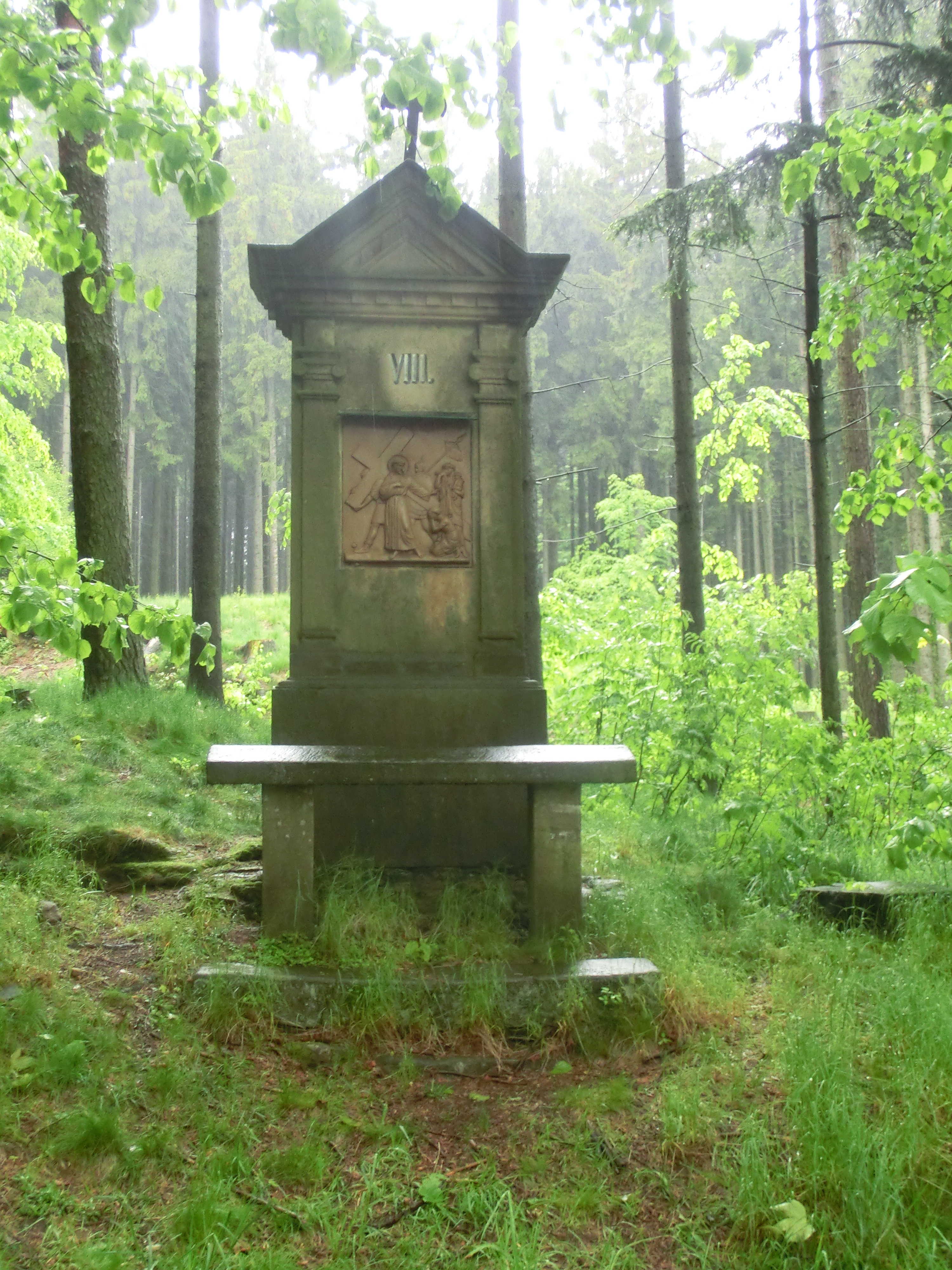
VIII.
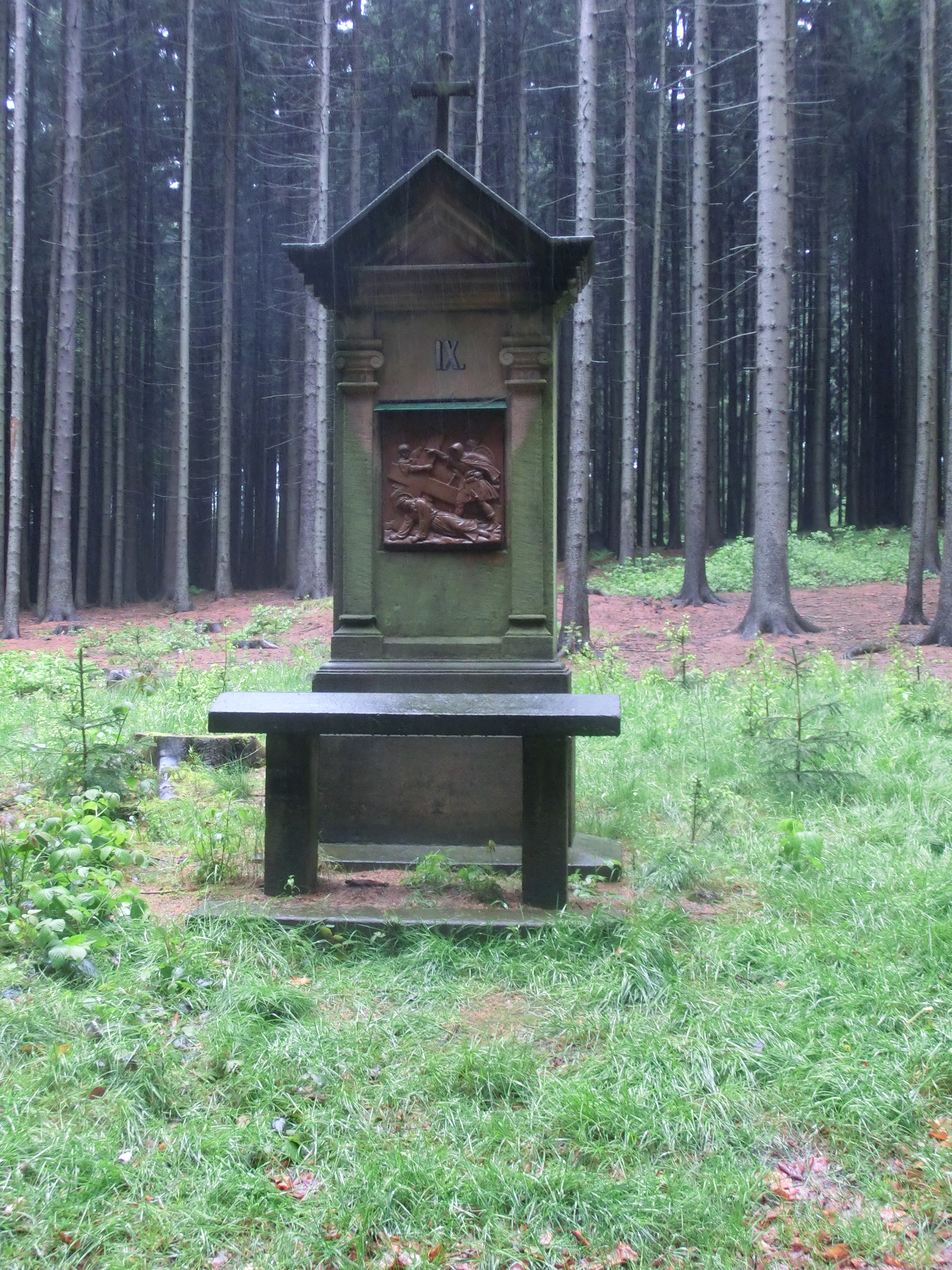
IX.
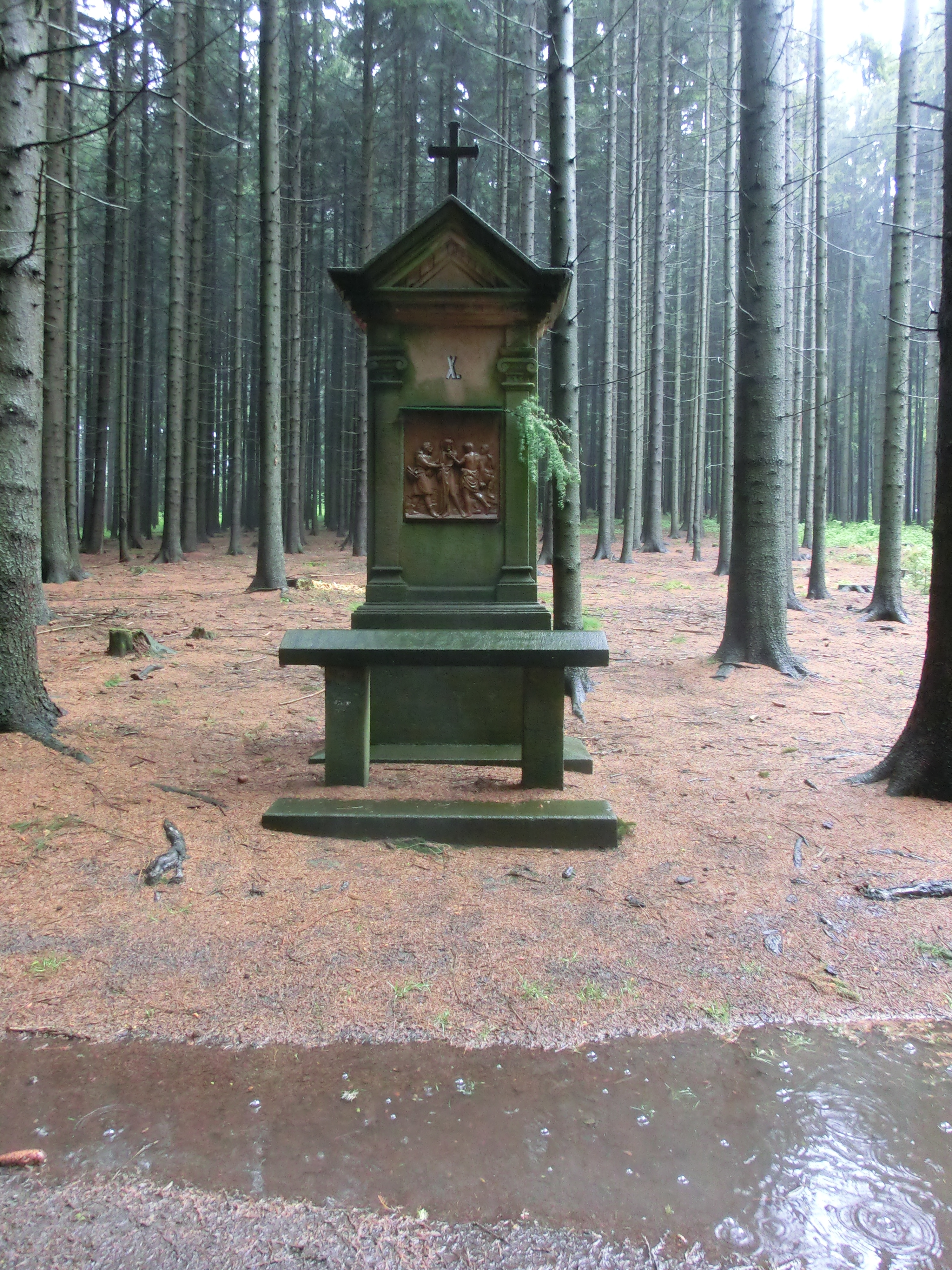
X.
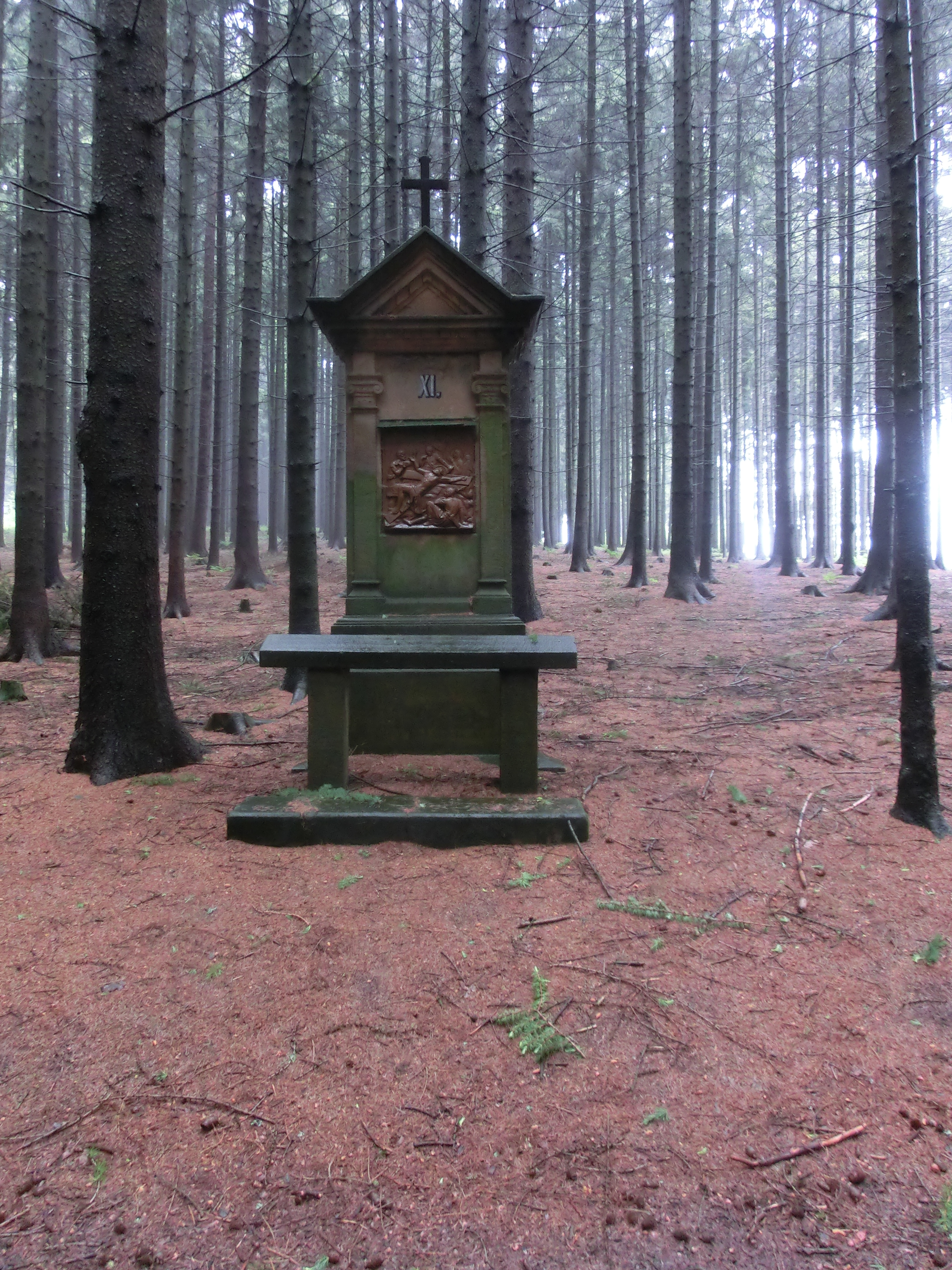
XI.
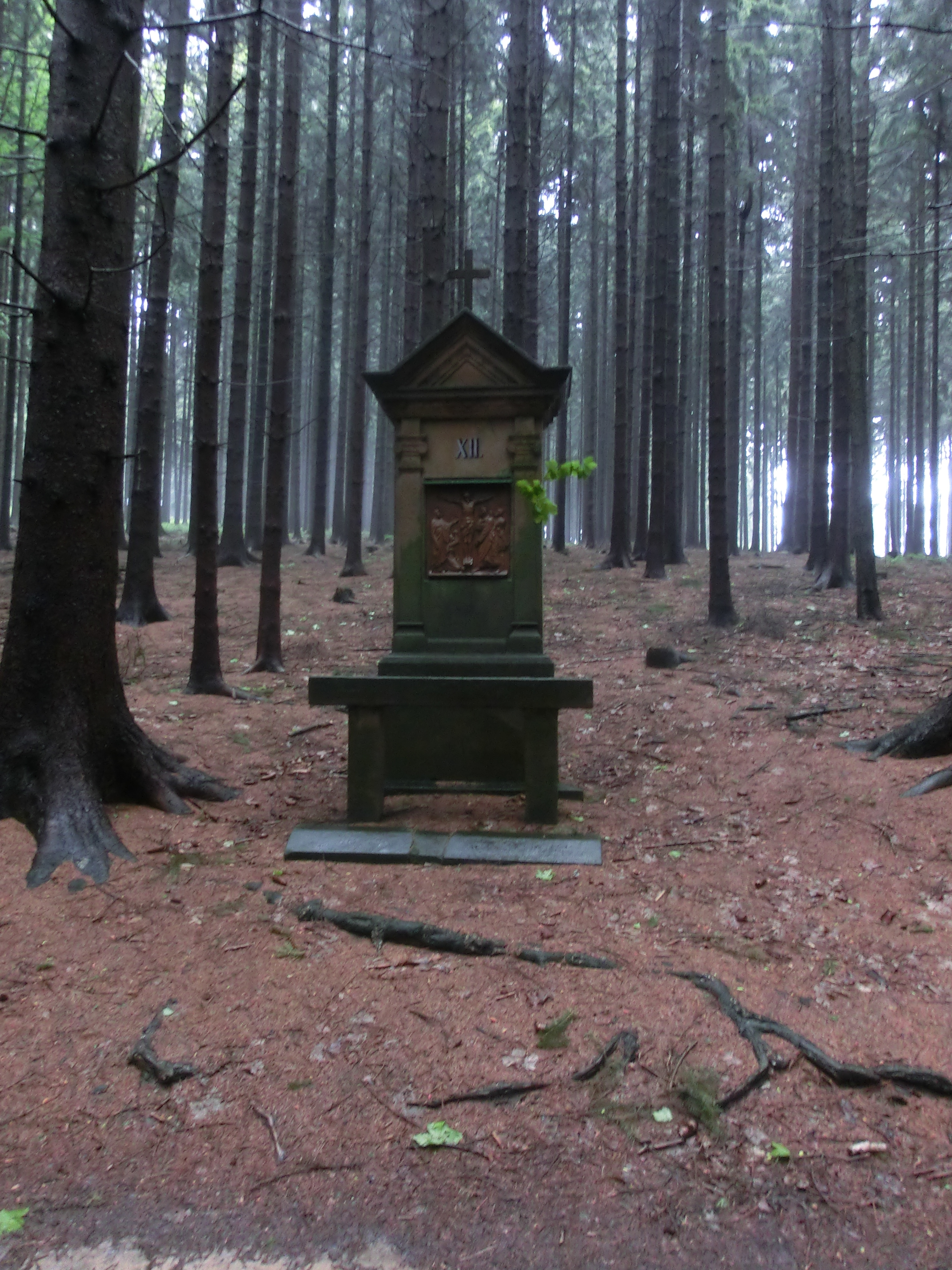
XII.
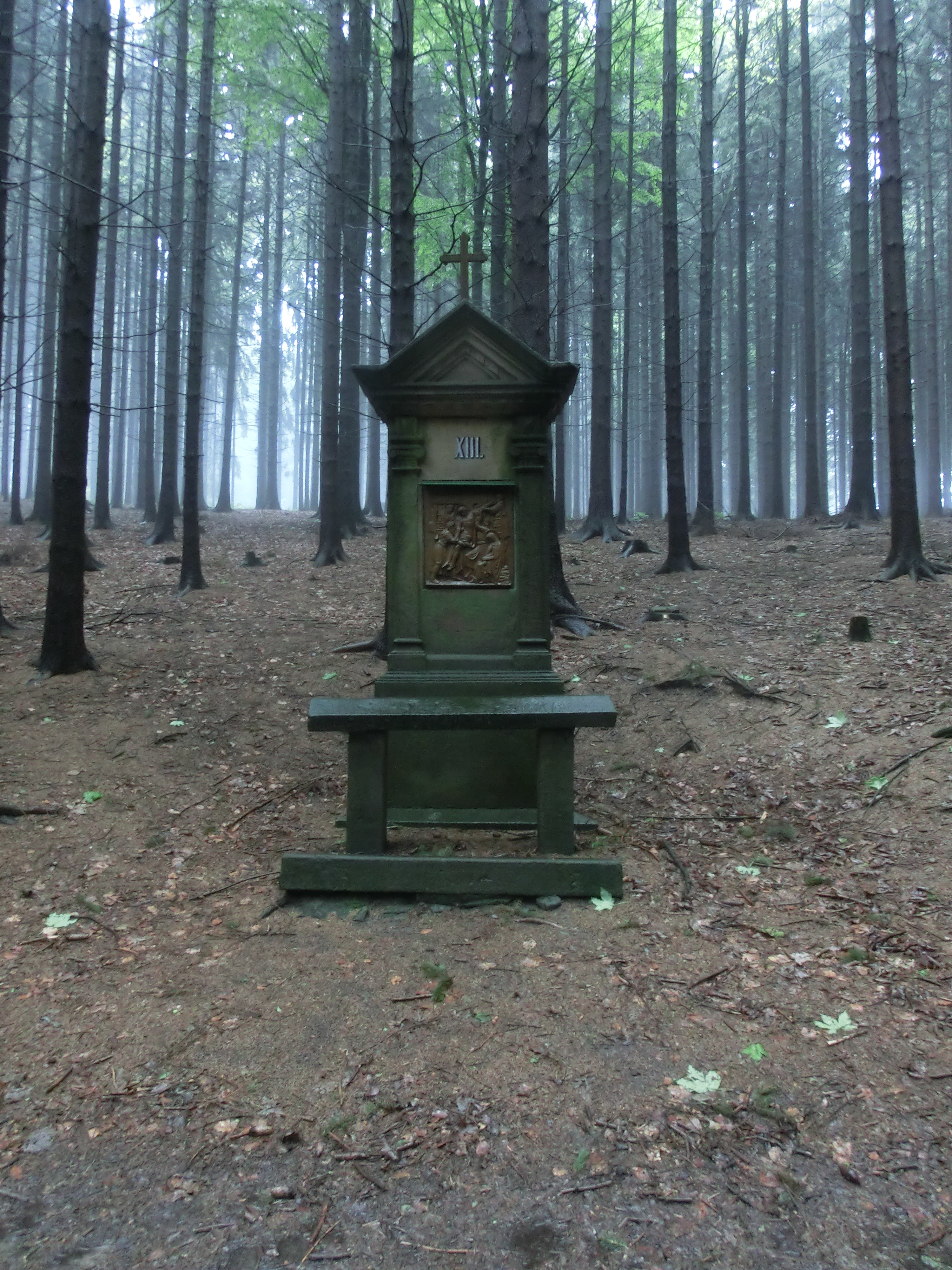
XIII.
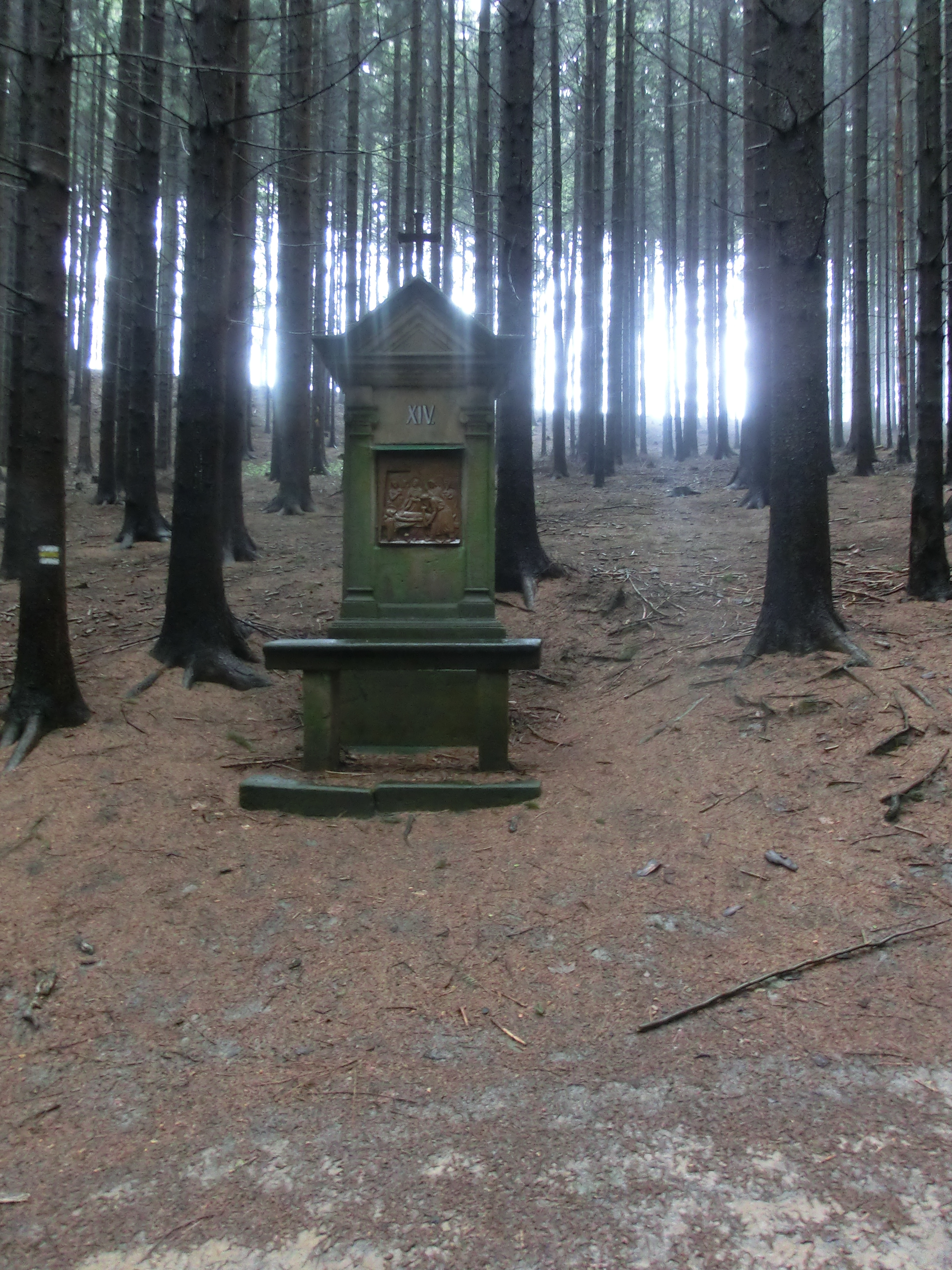
XIV.